# Jane Hamilton (scrittrice)
Jane Hamilton (Oak Park, 13 luglio 1957) è una scrittrice statunitense.

## Biografia
Nata a Oak Park, Illinois, nel 1957, vive e lavora a Rochester, nel Wisconsin.
Dopo la laurea in inglese al Carleton College nel 1979, ha iniziato a collaborare con la Dell Publishing a New York prima di fermarsi a Rochester a lavorare in una fattoria.
Ha iniziato a scrivere racconti da giovanissima fino alla svolta nel 1982, con la pubblicazione di My Own Earth all'interno della rivista Harper's Magazine.
Il suo esordio nella narrativa è avvenuto nel 1988 con Storia di Ruth al quale hanno fatto seguito altri sei romanzi dei quali uno trasposto in pellicola.

## Opere principali

### Romanzi
- Storia di Ruth (The Book of Ruth, 1988), Milano, Baldini & Castoldi, 1998 traduzione di Mariapaola Dèttore ISBN 88-8089-321-1.
- La mappa di Alice (A Map of the World, 1994), Milano, Baldini & Castoldi, 1996 traduzione di Mariapaola Dèttore ISBN 88-8089-048-4.
- The Short History of a Prince (1998)
- Disobedience (2000)
- When Madeline Was Young (2006)
- Laura Rider's Masterpiece (2009)
- The Excellent Lombards (2016)

## Filmografia
- La mappa del mondo, regia di Scott Elliott (1999) (soggetto)

## Premi e riconoscimenti
- Premio PEN/Hemingway: 1989 vincitrice con Storia di Ruth[7]
- National Endowment for the Arts: 1993[8]
- Oprah's Book Club: nella selezione 1996 con Storia di Ruth e nel 1999 con La mappa di Alice
- Women's Prize for Fiction: 1999 finalista con The Short History of a Prince